# Kaloria
Kaloria (łac. calor – ciepło), skrót cal – wspólna nazwa różnych jednostek ciepła; historycznie definiowana jako ciepło potrzebne do ogrzania grama wody o jeden stopień Celsjusza. Definicja ta jest nieprecyzyjna przez zależność ciepła właściwego wody od temperatury, ciśnienia i składu izotopowego, przez co powstały różne warianty tej jednostki, zdefiniowane ściślej.
Jest to jednostka historyczna, pozaukładowo mierząca energię, ponieważ ciepło jest utożsamiane z energią.
Często używana jest jednostka wielokrotna kilokaloria (skrót kcal); 1 kcal = 1000 cal. Megakaloria (milion kalorii, skrót Mcal) nosiła kiedyś osobną nazwę „termia” (skrót th, od gr. thermos „ciepły”).
Kaloriadawniej definiowana jako ilość ciepła potrzebna do podgrzania pod ciśnieniem 1 atmosfery, 1 g czystej chemicznie wody o 1 °C od temperatury 14,5 do 15,5 °C.
1 cal = 4,1855 J
W 1929 roku wprowadzono kalorię międzynarodową (obecnie używany w fizyce przelicznik):
1 cal = 4,1868 J
Istnieje jeszcze kaloria termochemiczna:
1 cal = 4,184 J
Czasami w literaturze anglosaskiej można spotkać się z określeniami large calorie („duża kaloria”) lub kilogram-calorie stosowanymi w stosunku do kcal, lub odpowiednio small calorie („mała kaloria”) lub gram-calorie w stosunku do cal. Określenia large calorie i kilogram-calorie są rzadziej używane, głównie odnośnie do wartości energetycznej pożywienia oraz dla stosunkowo dużych ilości ciepła.
W chłodnictwie używana jest jednostka ciepła o nazwie frygoria bądź frigoria (fg), która jest równa wartości kalorii międzynarodowej. Nazwa pochodzi od łac. frigidus „zimny” z frigere „stygnąć, marznąć”.
Pochodną jednostką ciepła w układzie SI jest dżul J.

## Kalorie w dietetyce
Określenie ilości kalorii w produktach żywnościowych wyraża ilość energii, którą przeciętnie przyswaja ludzki organizm przy spożyciu takiego produktu. Taka energia żywnościowa jest później wykorzystywana do podtrzymania funkcji życiowych i aktywności.
Zgodnie z Międzynarodowym Układem jednostek Miar oraz konsensusem FAO/WHO/UNU z 1971 r. energia wyrażana jest w dżulach (J), oraz dodatkowo kaloriach (cal). 1 kcal jest równa 4,184 kJ, 1000 kcal = 4,184 MJ.
Potoczne użycie kaloria znacznie odbiega od faktycznego znaczenia tej jednostki fizycznej. W mowie potocznej, określając wartość energetyczną pokarmów, stosuje się termin kaloria mając w rzeczywistości na myśli kilokalorię (kcal). 
Spotykane jest też oznaczanie kilokalorii poprzez zapis dużą literą: 1 Kaloria = 1 Cal = 1 kcal.
Wartość energetyczna składników pokarmowych:
- 1 g białka to ok. 4 kcal
- 1 g węglowodanów to ok. 4 kcal
- 1 g tłuszczów to ok. 9 kcal[6]

## Kalorie w energetyce
W energetyce w przeszłości używano kalorii jako jednostki ciepła. Przykładowo, typoszeregi kotłów wodnych miały w nazwie moc cieplną podawaną w gigakaloriach na godzinę (np. kocioł WR-25 ma moc cieplną 25 Gcal/h). Obecnie moc tych urządzeń podaje się w megawatach.
1 Gcal/h = 1,163 MW
1 kcal/min = 69,733 W
Kaloria była również używana przy definiowaniu paliwa umownego — będącego paliwem o wartości opałowej wynoszącej 7000 kcal/kg.